# Esteatopígia

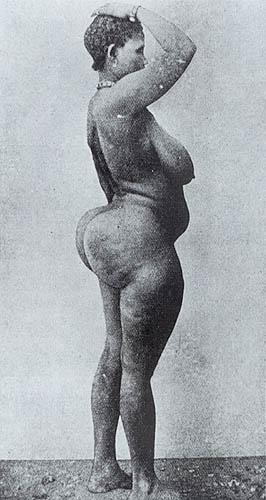
Dona khoisan estatopígica

L'esteatopígia és l'alt grau d'acumulació de greix al voltant de les natges. Etimològicament deriva de les paraules gregues que es refereixen al greix i les natges, respectivament (στεατοπυγία).
Actualment l'esteatopígia és una característica morfològica de les dones dels pobles africans pigmeus, san i khoikhoi i és en aquesta darrera ètnia, més alta de mitjana que les altres dues, on es desenvolupa més. En els homes l'esteatopigia també existeix però està molt poc marcada
En algunes poblacions mestisses afroamericanes també es presenta aquesta morfologia
Algunes representacions artístiques del Paleolític o neolític europeu semblen proves del fet que antigament l'esteatopígia estava més estesa que en l'actualitat.